# Instituto Nacional de Metrologia, Calidad y Tecnología (Brasil)
El Instituto Nacional de Metrología, Calidad y Tecnología (Brasil) (Inmetro) es una autarquía federal de Brasil, con el formato de agencia ejecutiva (Brasil), vinculada al Ministerio de Desarrollo, Industria y Comercio Exterior.

## Incumbencia
Actúa como Secretaría Ejecutiva del Consejo Nacional de Metrología, Normalizazión y Calidad Industrial (Conmetro), un cuerpo colegiado inter-ministerial, que es el órgano normativo del Sistema Nacional de Metrología, Normalizazión y Calidad Industrial (Sinmetro). Sinmetro, Conmetro y el Inmetro fueron creados por la Ley 5.966, el 11 de diciembre de 1973. Inmetro sustituyó al Instituto Nacional de Pesos y Medidas (Brasil) (INPM), para ampliar significativamente su radio de atención para la sociedad brasilera. En el ámbito de su misión institucional tiene como objetivo fortalecer las empresas brasileras, aumentando su productividad por medio de la adecuación de mecanismos destinados a la mejoria de la calidad de los servicios, productos y apoyando el desarrollo de innovaciones tecnológicas. De esta forma, adopta como misión la promoción de la calidad en la vida del ciudadano y la competitividad de la economía brasilera por medio de la metrología y de la evaluación de conformidad.
Dentro de las competencias y atribuciones del Inmetro se destacan:
- Ejecutar las políticas brasileñas de Metrología y de Evaluación de Conformidad.
- Verificar el cumplimiento de las normas técnicas y de las legales en lo que refiere a las unidades de medida, métodos de medición, medidas materializadas, instrumentos de medición y productos medidos.
- Mantener y conservar los patrones de las unidades de medida, así como implantar y mantener la cadena de registro de los patrones de unidades de medida del Brasil, de forma que sean armónicas internamente y compatibles con el plano internacional, visando, en nivel primario, su aceptación universal y, a nivel secundario, su utilización como suporte del sector productivo.
- Prestar soporte técnico y administrativo al Consejo Nacional de Metrología, Normalización y Calidad Industrial (Brasil, Conmetro), y a sus comités de asesoramiento, actuando como su Secretaría Ejecutiva.
- Fomentar la utilización de la técnica de gestión de calidad de las empresas brasileras
- Planificar y ejecutar las actividades de acreditación de laboratorios de calibración y de ensayo, de proveedores de ensayos de competencia, de organismos de certificación, de inspección, de tratamiento y de otros, necesarios para el desenvolvimiento de la infraestructura de servicios tecnológicos de Brasil.
- Coordinar, dentro del ámbito del Sinmetro, la certificación compulsiva y voluntaria de productos, procesos, servicios e a certificación voluntaria de personal.
- Apoyar la innovación tecnológica de la industria brasilera.